# ماکسیم جاسه
ماکسیم جاسه (انگلیسی: Maxime Jasse؛ زادهٔ ۴ ژانویهٔ ۱۹۸۸) بازیکن فوتبال اهل فرانسه است.
از باشگاه‌هایی که در آن بازی کرده‌است می‌توان به باشگاه فوتبال دیژون و باشگاه فوتبال اوسر اشاره کرد.